# Castanedaea minor
Castanedaea minor är en svampart som först beskrevs av R.F. Castañeda, och fick sitt nu gällande namn av W.A. Baker & Partr. 2001. Castanedaea minor ingår i släktet Castanedaea, divisionen sporsäcksvampar och riket svampar.   Inga underarter finns listade i Catalogue of Life.